# جاکلین براکامونتاس
جاکلین براکامونتاس (انگلیسی: Jacqueline Bracamontes؛ زادهٔ ۲۳ دسامبر ۱۹۷۹) بازیگر و مدل سابق اهل مکزیک است. او در سریال تلویزیونی زنان قاتل نقش‌آفرینی کرده است. وی فعالیت حرفه‌ای خود را از سال ۲۰۰۲ آغاز کرده‌است.